# Tayto
Tayto est une marque commerciale et une entreprise agroalimentaire irlandaise, fondée par Joe Murphy en 1954, C'est l'un des principaux producteurs de chips de pomme de terre et de popcorn en Irlande.
Tayto est l'inventeur du procédé de fabrication des chips aromatisées.
Les chips Tayto sont en Irlande un phénomène culturel, à tel point que le terme « Tayto » est devenu dans ce pays un quasi-synonyme de « chips ».
Le nom de la marque « Tayto » serait dû au fils ainé de Joe Murphy, qui, incapable de prononcer potato (« pomme de terre »), disait tato. On a repris cette aphérèse de potato avec l'ajout d'un y.

## Actionnariat
La société est actuellement la propriété du groupe Largo Foods. Elle était précédemment détenue par Cantrell & Cochrane (C&C), dont le siège était situé à Coolock (Comté de Dublin), jusqu'à la fermeture de leur usine en septembre 2005.
À cette date, la production a été sous-traitée à Largo Foods, qui a ensuite, en mai 2006, racheté la marque à C&C pour 62,3 millions d'euros.

## Stratégie commerciale

### Marques
Les chips Tayto sont proposées avec différents arômes : Cheese & Onion, Salt & Vinegar, Smokey Bacon, et la version en édition limitée Tex Mex.
Au début des années 2000, la société a ciblé le marché de l'alimentation saine, avec ses chips à basse teneur en sel, en matière grasse, vendues à l'origine sous la marque « Honest.
Tayto les vend actuellement sous la marque Happy & Healthy.
Tayto produit également diverses autres gammes de produits : « Nuts and Popcorn », « Snacks », « Happy and Healthy », « Sharing ».

### Publicité
Tayto a utilisé sa mascotte, « Mr. Tayto », dans de nombreuses campagnes de marketing. Lors des  élections législatives irlandaises de 2007, Tayto a mené une campagne publicitaire avec Mr. Tayto en tant que faux candidat à l'élection.
Tayto a affirmé que le nombre de votes nuls dans la circonscription électorale de Carlow-Kilkenny indiquait que certains électeurs ont réellement voté pour sa mascotte, mais cela est purement spéculatif.
Tayto a été condamné au cours de la campagne électorale pour pollution, en raison de ses fausses affiches électorales placardées dans des lieux publics.
En 2009, Tayto Ltd. publia The Man Inside the Jacket, autobiographie fictive de Mr Tayto, écrite par Maia Dunphy, Ciaran Morrison et Mick O'Hara. Tayto indiqua qu'un pourcentage des recettes serait versé à l'organisation caritative irlandaise Aware.

### Le parc Tayto
En novembre 2010, Tayto a ouvert un parc à thèmes, le « Tayto Park » à Ashbourne, dans le comté de Meath.
Le parc Tayto présente de nombreux animaux dans sa section zoologique, dont l'ocelot, le bison, le léopard, le cochon, le puma, etc.
On y trouve une grande aire de jeux, du maquillage, des ballons gonflables, une tyrolienne, un rodéo de taureau mécanique, des murs d'escalade, et les visiteurs peuvent visiter l'usine Tayto.
Il y a également des spectacles de marionnettes, des spectacles de ballons et un spectacle de magie réalisé par Brian Daly.
À l'occasion de la fête d'Halloween, le parc propose une attraction de maison hantée, et à Noël une grotte du père Noël en guise d'attraction.

## Action en justice
En 2006, Tayto a tenté de contraindre le groupe irlandais, Toasted Heretic, à détruire tous les exemplaires de son album « Now in New Nostalgia Flavour », qui présentait une image basée sur l'icône de « Mr Tayto », protégée par les droits d'auteur, même si l'image avait été utilisée depuis 1988 sur la cassette de l'album « Songs for Swinging Celibates » des Toasted Heretic.